# Невада (линеен кораб, 1914)
Невада (на английски: USS Nevada (BB-36)) е линеен кораб на САЩ. Главен кораб от едноименния проект. Вторият военен кораб, който носи името си в чест на 36-ия щат на САЩ.
Първият в серията два линейни кораба; негов еднотипен кораб е линкорът „Оклахома“. Получава технически нововъведения, които се използват почти на всеки последващ линкор построен в САЩ – използване на течно гориво вместо въглища, парни турбин, кули с тремя оръдия във всяка, брониране на принципа „всичко или нищо“. Счита се за първия супердредноут във ВМС на САЩ.
Корабът участва в двете световни войни: по време на Първата световна война охранява конвои при бреговете на Великобритания, по време на Втората световна е единственият американски линкор, намиращ се в залива на Пърл Харбър, който започва да излиза в открито море по време на японската атака от 7 декември 1941 г. Линкорът получава торпедно попадение и повреди от шест бомби, на него избухва пожар и корабът се принуждава да се изхвърли на брега. Впоследствие е модернизиран в Puget Sound Naval Shipyard, съпровожда конвои през Атлантика, осигурява огнева поддръжка на войските на Съюзниците в няколко операции, в т.ч. и по време на десанта в Нормандия, на 6 юни 1944 г.
След войната участва в американските ядрени изпитания при атола Бикини, в резултат на което е силно повреден и заразен с радиация. Изваден е от експлоатация на 29 август 1946 г. и е потопен в хода на учебни морски стрелби на 31 юли 1948 г.

## История на строителството
Построяването на кораба е одобрено с акт на конгреса на САЩ от 4 март 1911 г. На 22 януари 1912 г. договорът за строителство получава корабостроителницата Фор Ривър, неговата стойност съставлява 5 895 000 долара без оглед стойността на бронята и въоръжението, при това работите е планирано да завършат след 36 месеца.
Залагането се състои на 4 ноември 1912 г. Корабът е спуснат на вода на 11 юли 1914 г., при това общата готовност за построеното към 12 август 1914 г. е оценена на 72,4% от плана.
След края на дострояването на вода, на 4 ноември 1915 г. (36 месеца от момента на залагането), запоява процеса на изпитанита. При изпитанията на максимален ход е зафиксирана скорост от 21,4 възела. Последващите изпитания на икономичен ход (24 часа на скорост 10 възела и 12 часа на 15 възела) потвърждават съответствието на показателите на силовата установка към изискванията на контракта. Със завършването на ходовите изпитания линкорът е преведен в Чарлстън, където е поставено въоръжението му.

## История на службата

### Първа световна война
Приет е в състава на флота на 11 март 1916 г. Първи негов командир е Уилям Симс. След дооборудването в Бостън и Ню Йорк, от 26 май 1916 г., влиза в състава на Атлантическия флот на ВМС на САЩ (с щаб в Нюпорт), базирайки се в Норфолк и се занимава с бойна подготовка.
След влизането на САЩ във войната, през април 1917 г., е, за разлика от другите кораби на флота, веднага е изпратен към Европа, поради лошата ситуация със снабдяването с течно гориво на Британия. Извършва прехода през Атлантика едва през август 1918 г; ставайки последния от линкорите, присъединяващ се към операциите на флота в Европа. Пристига в Каслтаунбер (Бирхевен) в Ирландия на 23 август, където съвместно с „Юта“ и своя систършип „Оклахома“ съставя 6-а дивизия линкори под командването на контраадмирал Томас Роджърс (флаг на „Юта“). Съединението се занимава с охраната на конвоите близо до крайбрежието на Ирландия, тъй като командването, както преди, се опасява от проникване на големи германски кораби в Атлантика, обаче до края на войната това така и не се случва, и „Невада“ не получава възможност да срещне противника в бой. На 13 декември участва в ескортирането на лайнера „Джордж Вашингтон“, на който президентът Удроу Уилсън плава за френския Брест на път за Парижката мирна конференция. На следващия ден, в състава на ескадра от 10 линкора, се насочва за САЩ, пристигайки в Ню Йорк на 26 декември, където участва в парад и последващите празници.

### Междувоенен период
През юли 1921 г. съвместно с „Аризона“ представлява САЩ на празниците по повод столетието от провъзгласяването на независимостта на Перу. Година по-късно, този път заедно с „Мериленд“ се връща в Южна Америка в качеството на ескорт на парахода „Пан Америка“, на който секретаря на САЩ Чарлз Хюз пристига за отпразнуването на столетието от независимостта на Бразилия, преминаващо от 5 до 11 септември. Три годими по-късно, в периода от юли до септември 1925 г., „Невада“, в състава на ескадра бойни кораби на флота, участва в „поход на добра воля“, включващ визити в Австралия и Нова Зеландия, и призван, освен всичко останало, да докаже готовността на флота на САЩ за операции по цялата акватория на Тихия океан.
В периода от август 1927 г. до януари 1930 г., преминава значителна модернизация в Норфолк. Вместо старите решетчати мачти са монтирани триноги с поставянето върху тях ма рубки за новата система за управление на огъня. Турбоагрегатите са заменени със свалените по-рано от „Северна Дакота“, 12 котела система „Яроу“ са сменени с 6 по-ефективни „Бюро Експрес“. Усилено е бронирането, поставени са противоторпедни були и е изменена конструкцията на вътрешната противоторпедна защита. Значителна модернизация претърпява въоръжението: на линкора са поставени нови оръдия на главния калибър и е увеличен ъгълът на тяхното възвишение до 30°, което увеличава максималната далечина на стрелба. Батареята на „противоминните“ 127-мм/51 оръдия, разполагаща се в казематни установки, е пренесена на горната палуба аналогично на установките на дредноутите от типа „Ню Мексико“, допълвайки ги с осем 127-мм/25 зенитни оръдия. Линкорът получава два самолетни катапулта, предназначени за пускането на трите налични на борда разузнавателни биплана „Vought O2U Corsair“.
След завършване на модернизацията „Невада“ е преведен към Тихоокеанския флот, където служи в течение на последващите 11 години.

### Втора световна война
На 7 декември 1941 г., при нападението на японския флот над Пърл Харбър, „Невада“ се намира в залива на стоянката „Редицата на линкорите“, в югоизточния край на остров Форд. За разлика от другите линейни кораби, пришвартовани по двойки, „Невада“ стои един, краен по ред, и има възможност за маневра. Освен това вахтения офицер по-рано издава разпореждане за разгряване на втори парен котел освен дежурния, за превеждането на текущите натоварвания от единия котел към друг, планирано за 8:00 (първата атака на японските самолети започва в 7:48). Обаче още преди това, преди механиците да успеят да наберат достатъчно налягане на парата за движение, около 8:10, линкорът получава попадение от торпедо, което попада в района на 41 шпангоут, приблизително 4,3 метра над кила. Торпедоносецът Nakajima B5N, пуснал това торпедо, е свален от артилеристите на „Невада“. Противоторпедната преграда издържа взрива, но многобройните течове по стиковете на плочите водят до наводняването на бордови отсеци под първата палуба между 30 и 43 шпангоут, което предизвиква крен 4 – 5°. Службата по борба за живучест използва контранаводняване на отсеците по противоположния борд, и линкорът, вече на ровен кил, започва движение към изхода на залива в 8:40. Към това време моряците на „Невада“ свалят вече 4 японски самолета.
Движещият се линкор става основна цел на пикиращите бомбардировачи Aichi D3A по време на втората атака. Възможно, японските летци се надяват да потопят линкора в пролива, и така да закрият изхода от залива, обаче избора на цел е неудачен: 250 кг бомби на пикировчиците са с недостатъчна мощност за бързото унищожаване на такъв голям кораб, а ширината на пролива не позволява да се създаде в него тапа, чрез потопяването на един единствен кораб. Въпреки това, след преминаването покрай доковете, около 9:50, „Невада“ получава попадения от 5 авиобомби. Една се взривява над кубриците на екипажа в района на 80 шпангоут, втора при основата на комина на горната палуба, трета при борда в района на кула №1, образувайки голяма дупка в горната и главната палуба. Още две падат на полубака в района на 15 шпангоут, първата, преминавайки изцяло, пробива борда при втората палуба, и се взривява отвън, втората се взривява вътре в съседство с цистерна за гориво. Последващия разлив на гориво и взрив на цистерната предизвикват силен пожар на кораба и във водата около него. Пожарът в района на кулата на главния калибър може да доведе до фатални последствия, ако не е щастливото стечение на обстоятелствата: няколко дни преди атаката е започнат процес на замяна на боекомплекта на главния калибър със снаряди с увеличено тегло, старият боекомплект е разтоварен, а след това идват почивни дни и екипажа получава почивка. В резултат на това погребите за боезапаса на ГК са празни и пожарът не предизвиква взрив. Въпреки това повредите са значителни, и за да се избегне потъването на линкора в дълбоките води той е отведен към брега и около 10:30 е поставен на грунта в района на Болничния нос.
В резултат на боя линкорът получава не по-малко от шест попадения на авиобомби и едно торпедно попадение, загиват 60 и са ранени 109 моряка. Артилеристите на „Невада“ долагат за унищожаването на не по-малко от пет японски самолета.